# Jabłoniec (województwo pomorskie)
Jabłoniec (kaszb. Jabłóńc) – wyludniona osada leśna w Polsce położona w województwie pomorskim, w powiecie słupskim, w gminie Kępice.
W latach 1975–1998 miejscowość należała administracyjnie do województwa słupskiego.